# Caroline (Alberta)
Pour les articles homonymes, voir Caroline.
Caroline est un village (village) du Comté de Clearwater, situé dans la province canadienne d'Alberta.

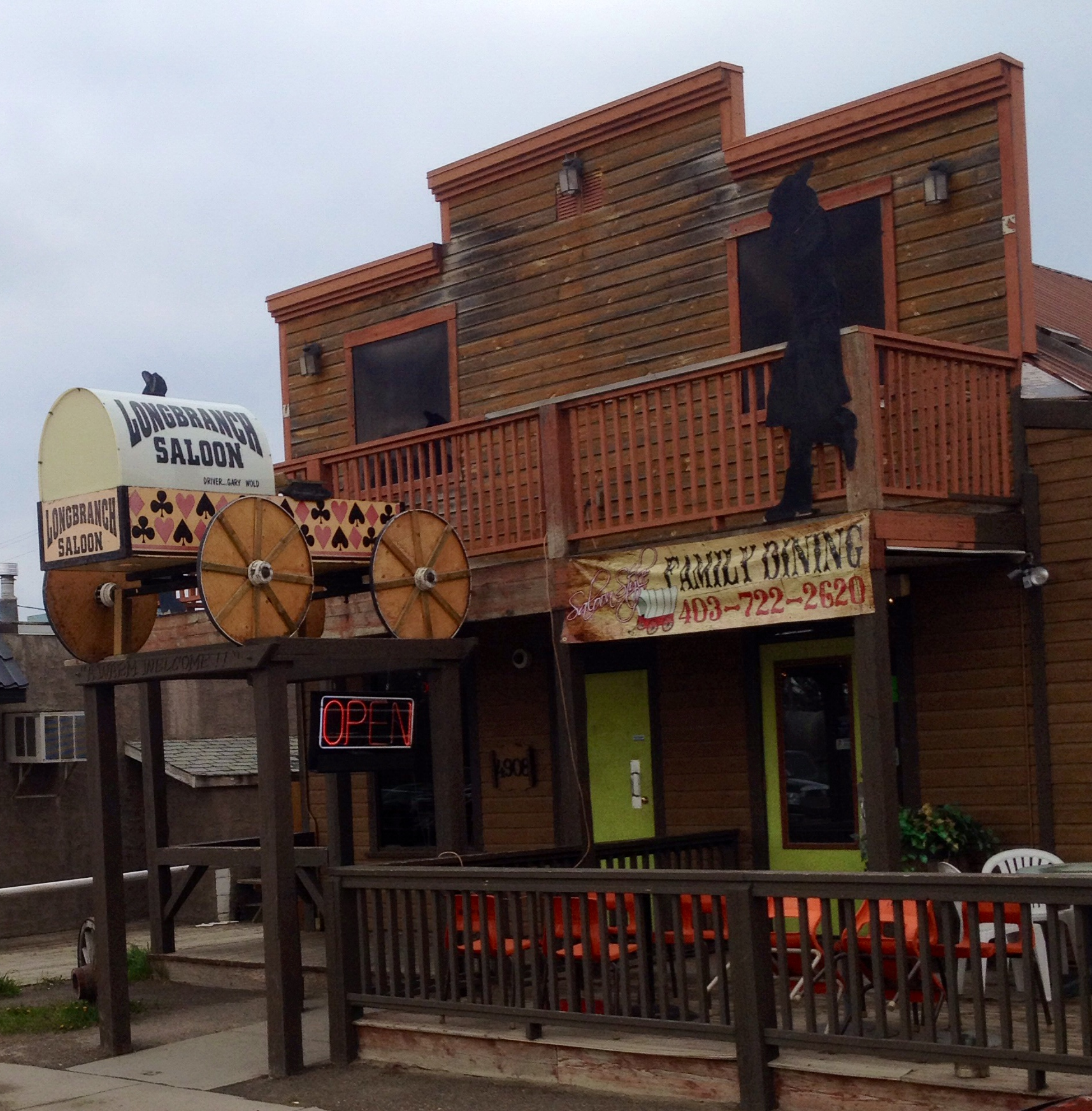
Saloon de Longbranch

## Démographie
En tant que localité désignée dans le recensement de 2011, Caroline a une population de 501 habitants dans 201 de ses 248 logements, soit une variation de -2.7% avec la population de 2006. Avec une superficie de 1,982 0 km2, village possède une densité de population de 252,775 0 hab/km2 en 2011.
Concernant le recensement de 2006, Caroline abritait 515 habitants dans 228 de ses 235 logements. Avec une superficie de 1,982 0 km2, village possédait une densité de population de 259,8 hab/km2 en 2006.
| 2001 | 2006 | 2011 | 2016 |
| ---- | ---- | ---- | ---- |
| 556  | 515  | 501  | 512  |